# Oriol Porta
Oriol Porta Tallada (Lérida, España, 1959) es un productor y realizador español de cine, especializado en el documental.

## Biografía
Licenciado en Historia del Arte por la Universidad de Barcelona en 1987. Trabaja en el sector audiovisual desde 1988. En 1993, crea y dirige la productora Área de Televisión, donde lleva cabo producciones diversas. Desde 1999 se centra en el documental, con varias producciones desde entonces.

### Obras
Algunos trabajos de Oriol Porta
(Como productor)
- Francisco Boix, un fotógrafo en el infierno (con Canal+, 2000), dirigido por Lorenzo Soler, finalista en los Premios Emmy internacionales 2000.
- Orwell. A contracorriente, 2003, con Película Films, Scottish Tv i TVC, y 6 televisiones más.

(Como realizador y productor)
- Hollywood contra Franco, 2009, Segundo premio en la sección "Tiempo de historia" en el Festival de Valladolid